# 1900年夏季奧林匹克運動會田徑男子100米比賽
在1900年夏季奧林匹克運動會田徑比賽中，男子100米於1900年7月14日舉行，來自九個國家的20名運動員參加比賽。該賽事由美國選手弗兰克·贾维斯奪得金牌。澳洲首次在這項賽事中獲得獎牌，斯坦·罗利獲得銅牌。

## 背景
該項賽事第二次舉辦，沒有參賽選手參加過1896年的比賽。美國選手亞瑟·達菲最近在AAA錦標賽100碼賽中獲得勝利被視為熱門選手 。瑞典的以撒·韋斯特格倫是非官方世界紀錄保持者（與其他選手並列）。
法國作為東道主國家沒有派出選手參賽。澳大利亞、波希米亞、印度和意大利首次參賽。
1900年男子100米比賽是僅有的兩屆奧運會之一（另一屆是1904年）的男子100米比賽不是最短的田徑項目，而是這兩年舉辦60米比賽。

## 紀錄
這些是1900年夏季奧運會之前的世界紀錄和奧運紀錄（以秒為單位）。
| 世界紀錄   | 10.8 | Luther Cary        | 巴黎（法國）           | 1891年7月4日  |
| 世界紀錄   | 10.8 | Cecil Lee          | 布魯塞爾（比利時）     | 1892年9月25日 |
| 世界紀錄   | 10.8 | Étienne De Re      | 布魯塞爾（比利時）     | 1893年8月4日  |
| 世界紀錄   | 10.8 | L. Atcherley       | 法蘭克福（德意志帝國） | 1895年4月13日 |
| 世界紀錄   | 10.8 | Harry Beaton       | 鹿特丹（荷蘭）         | 1895年8月28日 |
| 世界紀錄   | 10.8 | 哈拉德·安德森-阿賓 | 赫爾辛堡（瑞典）       | 1896年8月9日  |
| 世界紀錄   | 10.8 | 伊薩克·韋斯特格倫  | 耶夫勒（瑞典）         | 1898年9月11日 |
| 世界紀錄   | 10.8 | 伊薩克·韋斯特格倫  | 耶夫勒（瑞典）         | 1899年9月10日 |
| 奧運會紀錄 | 11.8 | 托馬斯·伯克        | 雅典（希臘）           | 1896年4月6日  |

1. ↑  非官方

第一輪預賽中的阿瑟·達菲和沃爾特·圖克斯伯里以11.4秒創造了新的奧運紀錄，另外弗兰克·贾维斯以10.8秒追平了非官方世界紀錄。在第二場準決賽中，圖克斯伯里也以10.8秒追平了世界紀錄。

## 比賽結果

### 第一輪
在第一輪比賽中，共舉行了六場預賽。每場比賽中排名前兩名的選手晉級準決賽。

#### 第1小組
在這場比賽中，杜菲在終點處領先莫羅尼一米。
| 名次 | 運動員            | 國家     | 時間 | 備註  |
| ---- | ----------------- | -------- | ---- | ----- |
| 1    | 阿瑟·達菲         | 美国     | 11.4 | Q, OR |
| 2    | 弗雷德里克·莫羅尼 | 美国     | 11.5 | Q     |
| 3    | 瓦茨拉夫·諾維     | 波希米亚 | 不詳 |       |

#### 第2小組
蒂克斯伯里以六英寸的優勢贏得了這場比賽。
| 名次 | 運動員            | 國家   | 時間 | 備註   |
| ---- | ----------------- | ------ | ---- | ------ |
| 1    | 沃爾特·圖克斯伯里 | 美国   | 11.4 | Q, =OR |
| 2    | 薩迪厄斯·麥克萊恩 | 美国   | 11.4 | Q      |
| 3    | 帕爾·科潘         | 匈牙利 | 不詳 |        |

#### 第3小組
這場預賽是所有預賽中最快的，其中包括兩位最終的獎牌得主；賈維斯以一米的優勢贏得比賽，並且追平世界紀錄。
| 名次 | 運動員        | 國家   | 時間 | 備註   |
| ---- | ------------- | ------ | ---- | ------ |
| 1    | 弗蘭克·賈維斯 | 美国   | 10.8 | Q, =WR |
| 2    | 斯坦·羅利     |        | 10.9 | Q      |
| 3    | 翁貝托·科隆博 | 意大利 | 不詳 |        |
| 4    | 尤利烏斯·凱爾 | 德国   | 不詳 |        |

#### 第4小組
利布利以半碼的優勢贏得了這場比賽。
| 名次 | 運動員          | 國家 | 時間 | 備註 |
| ---- | --------------- | ---- | ---- | ---- |
| 1    | 克拉克·利布利   | 美国 | 11.4 | Q    |
| 2    | 庫爾特·多瑞     | 德国 | 11.5 | Q    |
| 3    | 約翰尼斯·甘迪爾 | 丹麦 | 不詳 |      |

#### 第5小組
第五場預賽是唯一一場未被美國選手贏得的預賽；普里查德以半碼的優勢擊敗米納漢。
| 名次 | 運動員            | 國家   | 時間 | 備註 |
| ---- | ----------------- | ------ | ---- | ---- |
| 1    | 諾曼·普理查德     | 印度   | 11.4 | Q    |
| 2    | 愛德蒙·米納漢     | 美国   | 11.5 | Q    |
| 3    | 埃爾諾·舒伯特     | 匈牙利 | 不詳 |      |
| 4    | 伊薩克·韋斯特格倫 | 瑞典   | 不詳 |      |

#### 第6小組
在這場全美預賽中，巴勒斯以大約一米的優勢擊敗博德曼，斯拉克排名第三，成為唯一一位在第一輪被淘汰的美國選手。
| 名次 | 運動員        | 國家 | 時間 | 備註 |
| ---- | ------------- | ---- | ---- | ---- |
| 1    | 查爾斯·波羅斯 | 美国 | 11.4 | Q    |
| 2    | 迪克森·博德曼 | 美国 | 11.5 | Q    |
| 3    | 亨利·斯拉克   | 美国 | 不詳 |      |

### 準決賽
共有三場準決賽，每場賽事有四名選手參加。每場半決賽的第一名晉級到決賽，而第二名和第三名的選手則進入復活賽。復活賽的六名選手中，第一名的選手也能晉級到決賽。

#### 第一小組
亞瑟·杜菲在初賽的成績上提升了近半秒，以五英尺的優勢擊敗了羅利。巴勒斯再次擊敗了博德曼，博德曼因此被淘汰出局，而巴勒斯則晉級到復活賽。
| 名次 | 運動員        | 國家 | 時間 | 備註 |
| ---- | ------------- | ---- | ---- | ---- |
| 1    | 阿瑟·達菲     | 美国 | 11.0 | Q    |
| 2    | 斯坦·羅利     |      | 11.2 | R    |
| 3    | 查爾斯·波羅斯 | 美国 | 未知 | R    |
| 4    | 迪克森·博德曼 | 美国 | 未知 |      |

#### 第二小組
沃爾特·圖克斯伯里以與世界紀錄持平的成績贏得比賽，成為巴黎奧運會的第二位達成此成就的選手，而利布利以六英寸的差距居次。對於多瑞是否參加了比賽存在一些疑問，但他並未完賽。
| 名次 | 運動員            | 國家 | 時間 | 備註   |
| ---- | ----------------- | ---- | ---- | ------ |
| 1    | 沃爾特·圖克斯伯里 | 美国 | 10.8 | Q, =WR |
| 2    | 克拉克·利布利     | 美国 | 10.9 | R      |
| 3    | 弗雷德里克·莫羅尼 | 美国 | 未知 | R      |
| —    | 庫爾特·多瑞       | 德国 | DNF  |        |

#### 第三小組
弗蘭克·賈維斯以一碼的優勢贏得比賽，麥克萊恩和普里查德則被降級到復活賽，米納漢則被淘汰出局。
| 名次 | 運動員            | 國家 | 時間 | 備註 |
| ---- | ----------------- | ---- | ---- | ---- |
| 1    | 弗蘭克·賈維斯     | 美国 | 11.2 | Q    |
| 2    | 薩迪厄斯·麥克萊恩 | 美国 | 11.3 | R    |
| 3    | 諾曼·普理查德     | 印度 | 未知 | R    |
| 4    | 愛德蒙·米納漢     | 美国 | 未知 |      |

#### 復活賽
復活賽羅利以兩英寸的優勢擊敗普里查德。羅利晉級決賽，而普里查德和其他四名美國選手被淘汰。
| 名次 | 運動員            | 國家 | 時間 | 備註 |
| ---- | ----------------- | ---- | ---- | ---- |
| 1    | 斯坦·羅利         |      | 11.0 | Q    |
| 2    | 諾曼·普理查德     | 印度 | 11.0 |      |
| 3    | 克拉克·利布利     | 美国 | 未知 |      |
| 4–6  | 查爾斯·波羅斯     | 美国 | 未知 |      |
| 4–6  | 薩迪厄斯·麥克萊恩 | 美国 | 未知 |      |
| 4–6  | 弗雷德里克·莫羅尼 | 美国 | 未知 |      |

### 決賽
斯坦·罗利在比賽一開始取得了領先，但在50米處拉傷腱。弗兰克·贾维斯以兩英尺的優勢擊敗图克斯伯里，而罗利則落後半碼。
| 排名 | 選手              | 國家 | 成績 |
| ---- | ----------------- | ---- | ---- |
| 金牌 | 弗兰克·贾维斯     | 美国 | 11.0 |
| 銀牌 | 沃尔特·图克斯伯里 | 美国 | 11.1 |
| 銅牌 | 斯坦·罗利         |      | 11.2 |
| —    | 阿瑟·達菲         | 美国 | DNF  |